# Teletón Honduras
La Teletón Honduras es promovida desde 1987 por la televisión de ese país y su objetivo es promover la rehabilitación física de personas con discapacidad y fomentar una cultura de integración y de participación. Teletón Honduras cuenta con el apoyo de la Organización Internacional de Teletones (ORITEL), una organización promotora de ayuda voluntaria que realiza eventos Teletón en doce países.

## Historia
En Honduras, el primer evento Teletón se realizó en diciembre de 1987 gracias a José Rafael Ferrari Sagastume, dueño de la cadena de televisión Televicentro. Esta cadena transmite todos los años el evento a través de 3 distintos canales. En la última edición realizada en 2015, 57,2 millones de lempiras fueron recaudados, superando la meta de 50 millones de lempiras. La Fundación Teletón tiene 5 centros de rehabilitación en las ciudades de Tegucigalpa, San Pedro Sula, Santa Rosa de Copán, Choluteca y Catacamas. Un sexto centro está siendo construido gracias a la recaudación de las últimas 2 teletones (2014 y 2015).
La Fundación Teletón se constituyó como tal en el mes de septiembre de 1987, adjudicándosele la personería jurídica en la ciudad de Tegucigalpa, Honduras, con el número 342 del 14 de diciembre de ese mismo año.
La Fundación Teletón es una institución dinámica que promueve cambios en la calidad de vida de las personas con discapacidad e impacta en la conciencia de los grupos y personas que mueven la sociedad hondureña. Al ser una institución sin fines de lucro, obtiene sus fondos de los eventos Teletón anuales, donaciones y cooperación de instituciones humanitarias internacionales, las que contribuyen a un servicio de apoyo médico, psicológico, social y educativo a las personas con discapacidad.
En marzo de 1990 se inició la labor de la Fundación Teletón con la apertura simultánea de tres Centros de Rehabilitación Integral en las ciudades de San Pedro Sula, Santa Rosa de Copán y Tegucigalpa. En marzo de 2002, se inauguró el Centro de Rehabilitación Teletón en Choluteca. Este centro vino a dar respuesta para casi 56,000 personas con discapacidad en la zona sur del país. En abril de 2009 se inauguró el Centro de Rehabilitación Integral Catacamas, que servirá para dar respuesta a la demanda de la población con discapacidad de esa zona.
Hasta 2012, se escogía un "niño símbolo" de Teletón a través de un proceso de selección en donde se tomaba en cuenta el tipo de discapacidad, la edad, el sexo, la permanencia y los logros alcanzados por el niño o niña. El término dejó de usarse desde 2013 porque se consideró que podía tener connotaciones negativas o limitantes para los niños y niñas seleccionados. Este término sugería que el niño representaba exclusivamente la discapacidad, lo cual podía generar estigmatización y una percepción reducida de su identidad y capacidades.
El evento Teletón se realiza todos los años, utilizando varias estrategias de recolección de fondos entre ellas:
- Promoteletones: Consiste en que una empresa destina parte sus ingresos por la venta de productos o servicios como donación.

- Caravanas del Amor: Se implementa en 2002 como una forma dinámica y directa de contribuir al logro de las metas. Consiste en la recaudación a través de voluntarios, empresas, organizaciones, instituciones y personal de los CRIT'S, que recorren barrios, colonias y semáforos para recibir los aportes del pueblo hondureño con botellones de água.

- Miniteletón: Se realizan a través de los Comités Locales en las diferentes zonas del país.

## Junta directiva
La Junta Directiva Nacional 2021-2025 de Teletón Honduras está compuesta de la siguiente manera:

Presidente Nacional
- Rafael Enrique Villeda Ferrari

Vicepresidente Nacional
- Sebastia Rodolfo Martín Pastor Mejía

Vicepresidente Zona Norte
- Jorge Shibli Canahuati Larach

Vicepresidente Zona Occidental Sede Santa Rosa de Copán
- Juan Manuel Bueso Fiallos

Vicepresidente Zona Oriental
- Héctor Federico Cornejo Ortiz

Vicepresidente Zona Sur
- Alberto José Mondragón Matamoros

Vicepresidente Zona Occidental Sede La Esperanza
- Leonidas Flores López

Secretario
- Rodrigo Wong Arévalo

Tesorero
- Abel García Bonilla

Fiscal
- Carlos Áfico Madrid Hart

Directores(as)
- Sonia Medina Luna
- Luis Rafael Ruiz Rivas
- Rina Isabel Zelaya López
- Luis Napoleón Larach Larach
- María Antonieta Guillén Vásquez
- Benjamín Rafael Hernández Zelaya
- Julio César Nolasco Bautista
- Rafael Alvarado Barrientos Escalante
- Martha Doris Pérez González
- Vicente Williams Agasse
- José Luis Rivera Sagastume

## Fechas, eslóganes y cifras
| Año  | Fecha                       | Eslogan                                    | Meta            | Logro           |
| ---- | --------------------------- | ------------------------------------------ | --------------- | --------------- |
| 1987 | 11 y 12 de diciembre        | Juntos todo es posible                     | Lps. 1,000,000  | Lps. 2,065,530  |
| 1988 | 9 y 10 de diciembre         | ¡Una obra en marcha que debemos continuar! | Lps. 1,000,000  | Desconocido     |
| 1989 | 8 y 9 de diciembre          | Si usted responde Teletón cumple           | Lps. 2,000,000  | Desconocido     |
| 1994 | 9 y 10 de diciembre         | ¡Porque NO podemos olvidarlos!             | Desconocido     | Desconocido     |
| 1995 | 17 y 18 de noviembre        | Sólo depende de ti                         | Desconocido     | Desconocido     |
| 1996 | 22 y 23 de noviembre        | Cuenta contigo                             | Lps. 4,000,000  | Desconocido     |
| 1999 | 10 y 11 de diciembre        | Unidos y juntos todo es posible            | Lps. 7,000,000  | Desconocido     |
| 2000 | 8 y 9 de diciembre          | ¡Súmate! (Vamos... nada nos cuesta!)       | Lps. 10,000,000 | Desconocido     |
| 2001 | 7 y 8 de diciembre          | Depende de ti!                             | Lps. 10,000,000 | Desconocido     |
| 2002 | 13 y 14 de diciembre        | ¡Es tarea de todos!                        | Desconocido     | Desconocido     |
| 2003 | 5 y 6 de diciembre          | Es cuestión de principios                  | Lps. 15,000,000 | Desconocido     |
| 2004 | 10 y 11 de diciembre        | ¡Somos todos!                              | Lps. 20,000,000 | Desconocido     |
| 2005 | 9 y 10 de diciembre         | Para dar y recibir amor                    | Desconocido     | Desconocido     |
| 2006 | 8 y 9 de diciembre          | Una obra justa y necesaria                 | Lps. 25,000,000 | Desconocido     |
| 2007 | 7 y 8 de diciembre          | Un camino de esperanza                     | Lps. 28,000,000 | Desconocido     |
| 2008 | 12 y 13 de diciembre        | Seré... quien quiero ser                   | Lps. 30,000,000 | Desconocido     |
| 2009 | 11 y 12 de diciembre        | Juntos todo es posible                     | Lps. 30,000,000 | Lps. 40,000,000 |
| 2010 | 10 y 11 de diciembre        | Es todo corazón                            | Lps. 35,000,000 | Lps. 44,000,000 |
| 2011 | 9 y 10 de diciembre         | La voz del amor (Teletonízate!)            | Lps. 35,000,000 | Lps. 50,125,320 |
| 2012 | 7 y 8 de diciembre          | Dale ▶ a la esperanza                      | Lps. 40,000,000 | Lps. 50,000,000 |
| 2013 | 13 y 14 de diciembre        | Una forma de dar amor                      | Lps. 45,000,000 | Lps. 55,000,000 |
| 2014 | 12 y 13 de diciembre        | La unión de una nación                     | Lps. 50,000,000 | Lps. 54,731,245 |
| 2015 | 11 y 12 de diciembre        | Moviendo límites                           | Lps. 50,000,000 | Lps. 57,221,031 |
| 2016 | 9 y 10 de diciembre         | Siempre contigo                            | Lps. 56,701,020 | Lps. 60,123,540 |
| 2017 | 8 y 9 de diciembre          | Toda la vida                               | Lps. 57,500,000 | Lps. 61,101,570 |
| 2018 | 7 y 8 de diciembre          | Todos somos Teletón (¡Apúntate!)           | Lps. 60,000,000 | Lps. 66,585,218 |
| 2019 | 6 y 7 de diciembre          | Todos somos Teletón (¡Apúntate!)           | Lps. 63,000,000 | Lps. 70,036,005 |
| 2020 | 12 y 13 de febrero del 2021 | Nuestra meta... Seguir luchando            | Sin meta        | Lps. 50,823,300 |
| 2021 | 10 y 11 de diciembre        | Junto a ti, todos los días                 | Lps. 65,000,000 | Lps. 65,131,500 |
| 2022 | 9 y 10 de diciembre         | 35 años acercándonos                       | Lps. 70,000,000 | Lps. 70,315,050 |
| 2023 | 8 y 9 de diciembre          | Todos juntos, con un mismo corazón         | Lps. 72,500,000 | Lps. 73,150,050 |
| 2024 | 6 y 7 de diciembre          | Teletón es calidad/Teletón es calidez      | Lps. 75,000,000 | Lps. 78,121,020 |

## Transmisiones
Estos son los canales que transmiten la Teletón en Honduras:
- Canal 5
- TSi
- Mega
- Telecadena
- Canal 8
- VTV
- TEN TV
- Suyapa Medios TV
- GO TV
- LTV

## Sedes
En Honduras existen seis Centros de Rehabilitación Integral Teletón (CRIT):
- CRIT Tegucigalpa
- CRIT San Pedro Sula
- CRIT Choluteca
- CRIT Santa Rosa de Copán
- CRIT Catacamas
- CRIT La Esperanza

A estos se suman las Unidades Comunitarias de Rehabilitación (UNICORE Teletón). Creadas con la finalidad de acercar los servicios de rehabilitación de la fundación a los lugares donde aún no existe un Centro de Rehabilitacón Integral Teletón (CRIT).
Actualmente existen cinco Unidades Comunitarias de Rehabilitación (UNICORE Teletón):
- UNICORE Teletón Choloma
- UNICORE Teletón Santa Bárbara
- UNICORE Teletón Coyoles Central
- UNICORE Teletón ZIP Búfalo
- UNICORE Teletón San Marcos (En construcción)